# Distretto di Greenwich
Il distretto di Greenwich fu un ente municipale inglese esistito fra il 1855 e il 1900.

## Storia
Il distretto fu istituito raggruppando tre parrocchie, quella di Greenwich e le due di Deptford, dato che l’attività del Metropolitan Board of Works prevedeva che le parrocchie che generavano un gettito fiscale troppo scarso per finanziare i lavori pubblici della metropoli fossero appunto raggruppate.

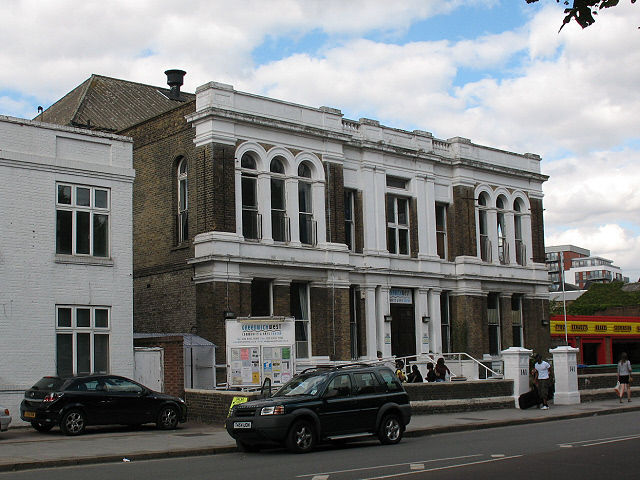
Il vecchio ufficio municipale

Esteso per 14 km², aveva una popolazione di 165.000 abitanti verso la fine dell’Ottocento. Nel territorio distrettuale ricadevano alcuni luoghi famosi, tra cui spicca il celebre osservatorio di Greenwich.
Nel 1900 entrò in vigore la riforma amministrativa della giovane Contea di Londra, e il distretto fu diviso: la Deptford interna ritrovò la sua autonomia come borgo metropolitano di Deptford, mentre Greenwich e la Deptford marittima divennero la base del nuovo borgo metropolitano di Greenwich.